# Selenicereus innesii
A Selenicereus innesii (syn.: X Disbeocereus innesii) egy kétséges megítélésű, természetes előfordulású taxon, mely minden bizonnyal nemzetségek közötti hibridizálódás eredményeképpen jött létre. Kultúrában gyakran lehet találkozni vele.

## Elterjedése és élőhelye
Karib-szigetvilág: Szent Vincent sziget; az egyetlen ismert természetes előfordulási helye elpusztult 1997-ben a Soufriére del St. Vincent vulkán kitörésekor.

## Jellemzői
Elfekvő vagy csüngő szárú növény, hajtásai 21 mm átmérőjűek, zöldek, 6 bordásak, areolái 10 mm távolra fejlődnek egymástól, kissé domborodnak csak ki, az 1-2 középtövis legfeljebb 2 mm hosszú, halványbarna, a többi tövis száma 3-7, 1–2 mm hosszúak, fehéresek. Virágai 40–45 mm hosszúak, szélesre nyílnak, sokszor deformáltak. A tölcsér halványzöld, vöröses árnyalattal, töviseket hordoz. A külső szirmok vörösek, a belső kisebbek, fehérek, vagy krémszínűek, a portokok sárgák, a bibe alul ciklámenszínű, felül fehér.

## Rokonsági viszonyai
A növény rendkívül kevert tulajdonságokkal rendelkezik. Clive Innes gyűjtötte a Szt. Vincent szigeten. Myron Kimnach a fajt először aberráns alaknak, vagy hibridnek tartotta, ezért X Disbeocereus ’Innesii’ néven is leírta, mint Disocactus-Weberocereus hibridet. Ma a növény egy kultúrából kiszabadult kertészeti hibridnek tekintik, melynek szülőfajai között biztosan szerepelt a Disocactus flagelliformis is.